# Liste des dirigeants de la Grande Loge suisse Alpina
Les dirigeants de la Grande Loge suisse Alpina portent le titre de grand-maître depuis sa création en 1844.

## XIXesiècle
- 1844 à 1850 : Johann Jakob Hottinger (1783-1860), professeur d'histoire à l'Université de Zurich[1]
- 1850 à 1856 : Karl Gustav Jung , recteur de l'Université de Bâle[2].
- 1856 à 1862 : Abram Daniel Meystre (1813-1870), avocat, Conseiller d'État vaudois[3].
- 1862 à 1868 : Ernst F. Gelpke (1807-1870), professeur de théologie à l'Université de Berne[4].
- 1868 à 1871 : Johann Jakob Rüegg (1830-1884), directeur de banque argovien[5].
- 1871 à 1874 : Aimé Humbert, recteur de l'Académie et président du Conseil d'État de Neuchâtel[6]
- 1874 à 1878 : Karl Tscharner (1812) journaliste, rédacteur en chef du journal bernois Bund[7].
- 1878 à 1884 : John Cuénod (1822-1900), directeur de la Police de Genève[7]
- 1884 à 1890 : Ernst Karl Jung (1841-1912), architecte, fils de Karl Gustav Jung[8].
- 1890 à 1895 : Élie Ducommun, genevois, chancelier d'Etat, prix Nobel de la paix[9].
- 1895 à 1900 : Caspar Friedrich Hausmann (1845-1920), pharmacien de Saint-Gall[9],[10].

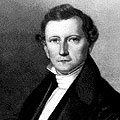
Karl Gustav Jung
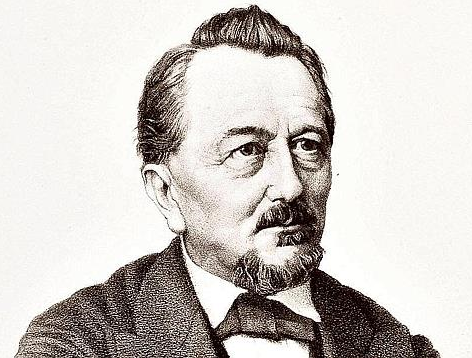
Aimé Humbert
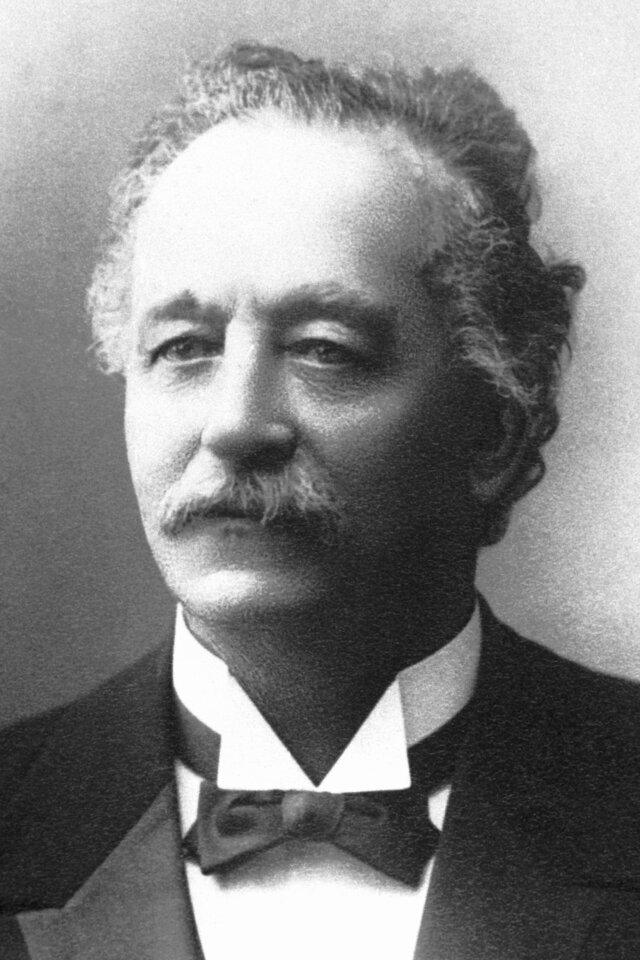
Élie Ducommun

## XXesiècle
- 1900 à 1905 : Édouard Quartier-la-Tente, homme politique radical, conseiller d'État du canton de Neuchâtel[9].
- 1905 à 1910 : Hermann Häberlin (1862-1938), médecin et chirurgien, pacifiste, homme politique radical, conseiller national zurichois[11] ,[12].
- 1910 à 1915 : Jacques Oettli (1843-1927), professeur de chimie à l'Université de Lausanne[13].
- 1915 à 1920 : Jakob Schwenter (1857-1938), médecin, privat-docent à l'Université de Berne[14].
- 1920 à 1925 : Isaac Reverchon (1868-1927), genevois, professeur d'histoire et de français au Collège de Genève[15].
- 1925 à 1930 : Fritz Brandenberg (1865-1942), médecin zougois[16].
- 1930 à 1935 : Auguste Jeanneret (1867-1947), avocat, homme politique radical, membre du Grand Conseil neuchâtelois[17].
- 1935 à 1939 : Kurt von Sury (1882-1977), psychologue bâlois[18].
- 1939 à 1942 : Edmond Jomini (1900-1956), dentiste lausannois[19].
- 1942 à 1947 : Josef Böni (1895-1974), théologien[20].
- 1947 à 1952 : Albert Natural (1880-1960), genevois, directeur d'une entreprise de transports[20].
- 1952 à 1957 : Walther Kasser (1886-1977), pédagogue et musicien bernois[21].
- 1957 à 1961 : Theodor Hinnen (1904-1961), zurichois, directeur d'une fabrique familiale de meubles[22].
- 1961 à 1962 : Harald Ziegler (1906-1977), zurichois, termine le mandat du précédent, décédé[22].
- 1962 à 1966 : Charles Sthioul (1898-1988), vaudois, haut fonctionnaire des Chemins de fer fédéraux (CFF)[23].
- 1966 à 1969 : Walter Winter (1890-), chimiste, docteur de l'École polytechnique fédérale de Zurich[23].
- 1969 à 1970 : Gubert Giger (1903-1982), zougois, employé de banque [23].
- 1970 à 1974 : Willy Wyser (1923), neuchâtelois[24].
- 1974 à 1978: Paul Bauhofer (1909), commerçant et homme politique radical thurgovien[25].
- 1978 à 1982 : Orazio Schaub (1922), Tessin[26].
- 1982 à 1985 : Alain Marti (1944), avocat genevois, il démissionne de sa charge en cours de mandat[N 1]. De 1985 à 1986 la fonction est exercée par le grand maître adjoint, Rudolf Fischer[27].
- 1986 à 1990 : Walter von Ins (1922), né à Bienne, ingénieur en bâtiments [28].
- 1990 à 1994 : André Binggeli (1925), né à Yvonand (Vaud), hôtelier, conseiller communal de Lausanne[29].
- 1994 à 1997 : Hans Bühler
- 1997 à 2000 : Jean-Jacques Sunier, neuchâtelois.

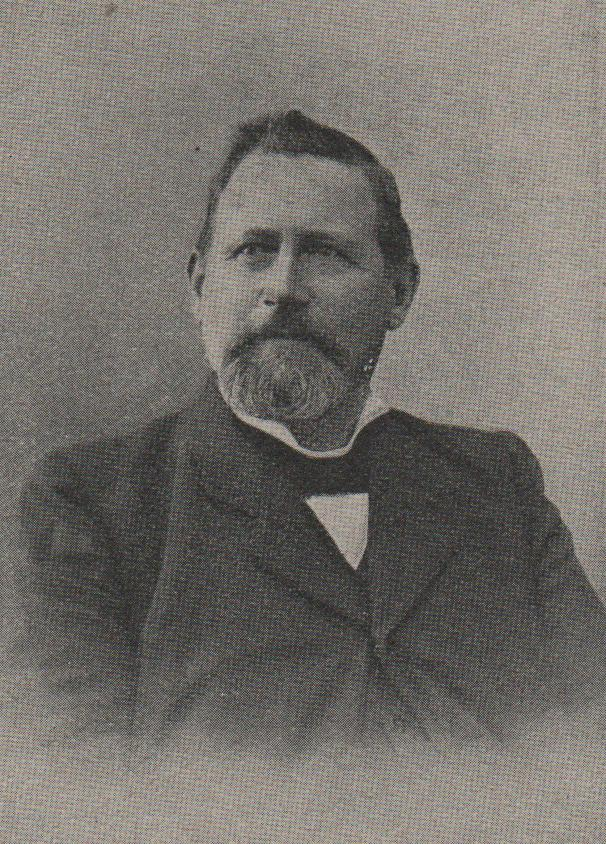
Édouard Quartier-la-Tente

## XXIesiècle
- 2000 à 2004 : Alberto Menasche (1936), tessinois, de Comano, président de TeleTicino[30].
- 2004 à 2009 : Bruno Welti, zurichois, CEO de Welti Partner AG (Zollikon)[31].
- 2009 à 2014 : Jean-Michel Mascherpa (1942), genevois, chargé de cours en biologie à l’Université de Genève [32].
- 2014 à 2018 : Maurice Zahnd, bernois, de Bienne[33],[34].
- 2018 à 2022 : Dominique Juilland (de) (1953), valaisan, divisionnaire et ancien attaché militaire[35].
- 2022 : Carlo U. Nicola  (1950), originaire des Grisons, docteur en physique[36].